# Црква Вазнесења Господњег у Жељуши
Црква Вазнесења Господњег у Жељуши, насељеном месту на територији  општине Димитровград, православни је храм који припада Епархији нишкој Српске православне цркве.
Црква посвећена Вазнесењу Господњем сазидан је на темељима тробродне базилике из византиског периода што је установљено после археолошких истраживања Завода за заштиту споменика културе у Нишу. Поред храма се налази оброчни крст из 1864. године. Са изградњом се почело 1997. године уз помоћ Царине Димитровград. Било је и дародаваца из Енглеске. Освећење темеља је служио Епископ нишки Иринеј. Због недостатка финансијских средстава храм није завршен.